# Tabanus cervinus
Tabanus cervinus är en tvåvingeart som beskrevs av Krober 1929. Tabanus cervinus ingår i släktet Tabanus och familjen bromsar. Inga underarter finns listade i Catalogue of Life.